# Ditlev von Holstein
Ditlev von Holstein (født 6. december 1669 i Kiel, død 28. juli 1721) var en dansk officer, bror til storkansleren, grev Ulrik Adolph Holstein.
Han var søn af Adam Christopher von Holstein til Netzeband og Buchholtz (1631-1690) og Catharine Christine von Reventlow. Han blev chef for fynske nationale Infanteriregiment og døde som generalmajor og kommandant i Glückstadt. Han var gift med Jacobine Ernestine f. Knuth og far til generalløjtnant og hvid ridder Adam Eggert von Holstein (1708-1784), til generalløjtnant, kammerherre og hvid ridder Conrad von Holstein (1711-1784) og til generalmajor Ulrik Adolph von Holstein (1713-1783). 